# رومن ژوان
رومن ژوان (انگلیسی: Romain Jouan؛ زادهٔ ۱۶ ژوئیهٔ ۱۹۸۵) یک تنیس‌باز اهل فرانسه است.